# Західногвінейські рівнинні ліси
Західногвінейські рівнинні ліси (ідентифікатор WWF: AT0130) — афротропічний екорегіон тропічних та субтропічних вологих широколистяних лісів, розташований в Західній Африці.

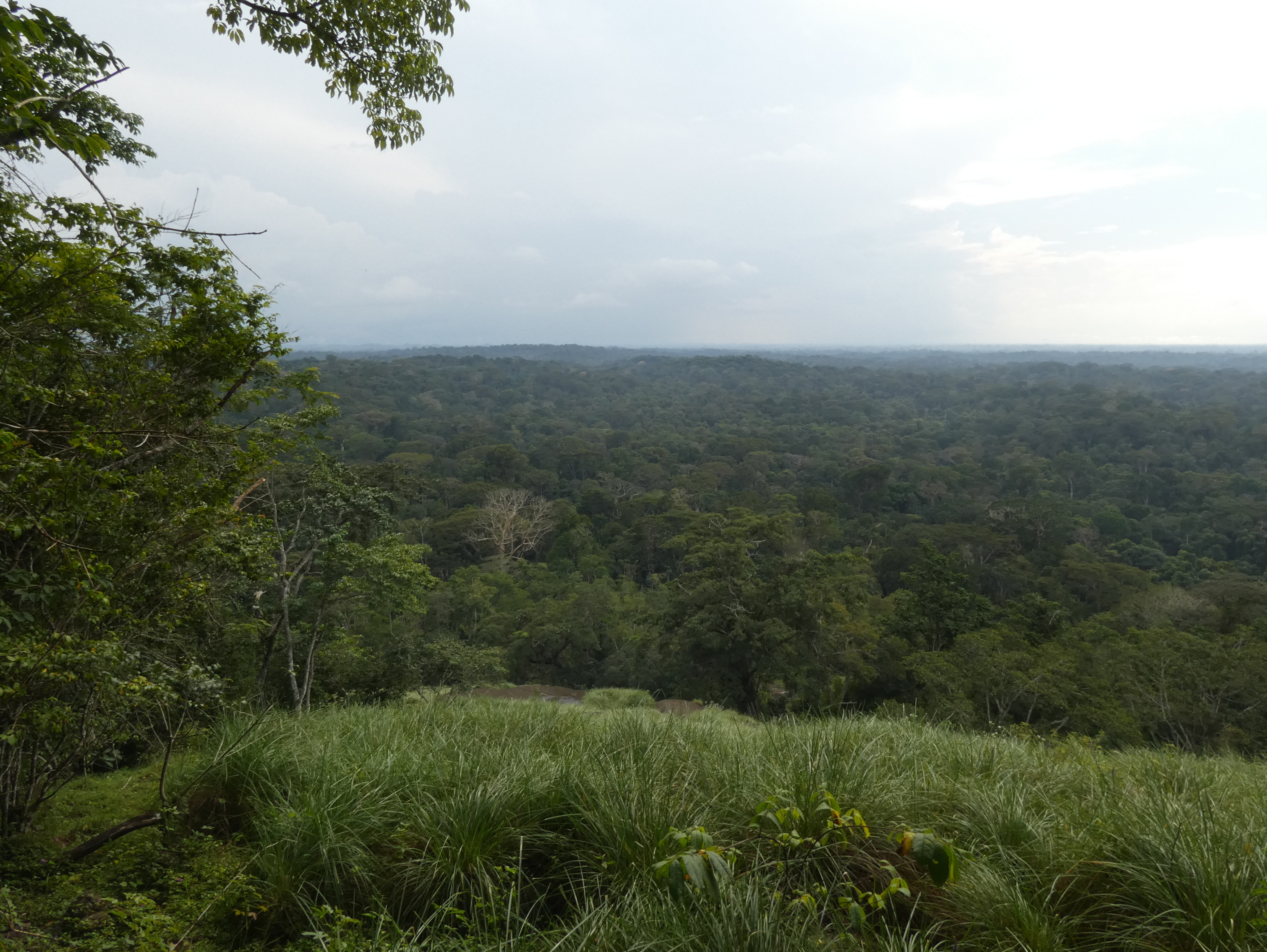
Національний парк Таї

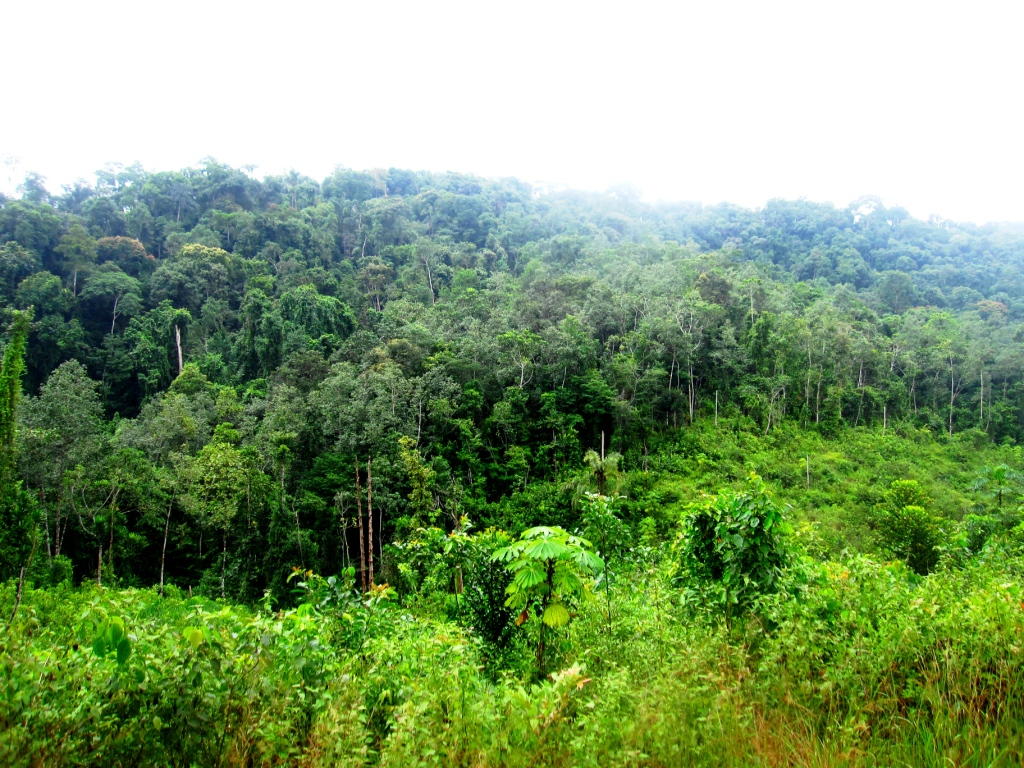
Ліс в Ліберії

## Географія
Екорегіон західногвінейських рівнинних лісів охоплює південні райони Гвінеї, більшу частину Сьєрра-Леоне, майже всю територію Ліберії, за винятком деяких прибережних районів, та західну частину Кот-д'Івуару. Він є найзахіднішим масивом тропічних лісів на африканському континенті. Рельєф регіону переважно рівнинний, місцями горбистий, а також включає декілька гір. Загалом висота регіону коливається від 50 до 500 м над рівнем моря. З геологічної точки зору основу регіону складає докембрійський кристалічний щит. В межах регіону протікає низка річок, найбліьш значними з яких є Сева, Мано, Сент-Пол, Кавалла та Сассандра. Деякі з них слугують фізичними перешкодами для розселення або міграції фауни. Ґрунти регіону, як правило, бідні, фералітні, схильні до вимивання. В річкових долинах та на болотах зосереджені більш родючі молоді алювіальні відклади. Ці території часто перетворені на сільськогосподарські угіддя.
Річка Сассандра слугує межею між західногвінейськими рівнинними лісами та східногвінейськими лісами, розташованими східніше. На півночі та на заході західногвінейські рівнинні ліси переходять у Гвінейська лісосавана, а в горах — у гвінейські гірські ліси. В деяких прибережних районах, особливо на заході регіону, поширені гвінейські мангри.

## Клімат
На більшій частині регіону домінує мусонний клімат (Am за класифікацією кліматів Кеппена), однак в Кот-д'Івуарі переважає саванний клімат (Aw за класифікацією Кеппена), а на сході Ліберії — екваторіальний клімат (Af за класифікацією Кеппена). Середньорічна кількість опадів тут становить близько 3300 мм, а в деяких районах, зокрема на півострові Фрітаун в Сьєрра-Леоне, — навіть до 5000 мм. Тижні сильних дощів перемежовуються короткими, однак інтенсивними, сухими сезонами. Під час сухого сезону середня температура становить 30-33 °C, а під час сезону дощів — 12-31 °C. З грудня по лютий в регіоні дме холодний сухий північно-східний вітер харматан, який приносить з Сахари пилові бурі та сприяє падінню температури до 12-15 °C..

## Флора
Теплий та вологий клімат екорегіону призвів до поширення в ньому пишної лісової рослинності. Західногвінейські рівнинні ліси представлені різноманітними рослинними угрупованнями, деякі з яких є унікальними для цього регіону. Ліси покривають дві третини екорегіону, ще 22 % території займають рідколісся або чагарникові зарості. Протягом тривалого часу на рослинний покрив регіону здійснювався сильний людський тиск. Внаслідок дій людини, зокрема підсічно-вогневого землеробства, значна частина лісів регіону перетворена на "фармбуш" — деградований вторинний ліс. Залишки первинних лісів регіону представлені двома типами — вологими вічнозеленими лісами та вологими напівлистопадними лісами, а також заболоченими та прибережними лісами. Зазвичай крони дерев знаходяться на висоті не менше 30 м, а у деяких дерев — на висоті 50-60 м.
В лісах екорегіону переважають мавпячі сливи (Dacryodes klaineana), пухирчаті стромбозії (Strombosia pustulata), пишноцвіті алланблекії (Allanblackia floribunda), африканські горіхи (Coula edulis) та ліберійські ебенові дерева (Diospyros sanza-minika). В різних частинах екорегіону, навіть в межах одного типу рослинності, зустрічаються різні рослинні асоціації, поширення яких визначається місцевими геокліматичними факторами, а також ступенем експлуатації лісів людиною. 
У вологих вічнозелених лісах Кот-д'Івуару домінують представники підродин Мімозові (Mimosoideae) та Цезальпінієві (Caesalpinioideae). Серед поширених в цих лісах рослин слід відзначити різні види антоноти (Anthonotha spp.), івуарійський еритрофлеум (Erythrophleum ivorense), габонську клайнедоксу (Klainedoxa gabonensis), двоколірну паркію (Parkia bicolor), гвінейську сливу (Parinari excelsa) та африканський зеленосердечник (Piptadeniastrum africanum). У мішаних вічнозелених лісах Ліберії ростуть кальпокалікси Обервіля (Calpocalyx aubrevillei), різні види тамариндових слив (Dialium spp.), корисні еритьєри (Heritiera utilis), червоні залізні дерева (Lophira alata) та габонські сакоглоттіси (Sacoglottis gabonensis), а також ліберійські червоні дуби (Gilbertiodendron preussii), гвінейські сливи (Parinari excelsa) та тетраберлінії Тубмана (Tetraberlinia tubmaniana). У вологих вічнозелених лісах Сьєрра-Леоне ростуть корисні еритьєри (Heritiera utilis), чотирилисті криптосепалуми (Cryptosepalum tetraphyllum), івуарійські еритрофлеуми (Erythrophleum ivorense) та червоні залізні дерева (Lophira alata), а також габонські клайнедокси (Klainedoxa gabonensis), річкові мангри (Uapaca guineensis), африканські дуби (Oldfieldia africana), сьєрра-леонські брахістегії (Brachystegia leonensis) та африканський зеленосердечник (Piptadeniastrum africanum). У вологих вічнозелених лісах на півдні Гвінеї ростуть ті ж види, що і в сусідніх Сьєрра-Леоне та Ліберії.
У напівлистопадних лісах на південному заході Кот-д'Івуару ростуть різні види каркасів (Celtis spp.), африканські чорні горіхи (Mansonia altissima), африканські тикові дерева (Milicia excelsa), дерева котібе (Nesogordonia papaverifera), червоні стеркулії (Sterculia rhinopetala) та великоплодні птериготи (Pterygota macrocarpa). У напівлистопадних лісах Ліберії та Кот-д'Івуару домінують різні види ентандрофрагмових (Entandrophragma spp.) та хаєвих дерев (Khaya spp.). У Сьєрра-Леоне в напівлистопадних лісах часто ростуть ті ж види, що і у вологих вічнозелених лісах, зокрема запашні антоноти (Anthonotha fragrans), великі бріделії (Bridelia grandis), суданські копалові дерева (Daniellia thurifera), гвінейські сливи (Parinari excelsa), двоколірні паркії (Parkia bicolor), африканські мускатні горіхи (Pycnanthus angolensis), пишні терміналії (Terminalia superba) та івуарійський мигдаль (Terminalia ivorensis). У напівлистопадних лісах Гвінеї ростуть сенегальські хаї (Khaya senegalensis), різні види еритрофлеумів (Erythrophleum spp.) та терміналій (Terminalia spp.), величні міліції (Milicia regia) та африканські тикові дерева (Milicia excelsa).
В заболочених та галерейних лісах Сьєрра-Леоне зустрічаються сандалоподібні птерокарпуси (Pterocarpus santalinoides), наполеонії Фогеля (Napoleonaea vogelii), уапаки Едело (Uapaca heudelotii), ньютонії Елліота (Newtonia elliotii), деревні міріанти (Myrianthus arboreus), цинометри Фогеля (Cynometra vogelii), черешчаті мітрагіни (Mitragyna stipulosa) та крохмаленосні рафії (Raphia farinifera). У вторинних заростях фармбушу переважають швидкозростаючі види рослин, зокрема африканські фунтумії (Funtumia africana), несправжні каучукові дерева (Holarrhena floribunda) та африканські мускатні горіхи (Pycnanthus angolensis).
За оцінками дослідників, в регіоні росте понад 200 ендемічних видів рослин, зокрема Didelotia idae та три види з ендемічної родини ліан Dioncophyllaceae. В районі річки Сассандра на південному заході Кот-д'Івуару зустрічається 72 ендемічні види рослин.
Сучасний видовий склад флори і фауни екорегіону склався в плейстоцені, від 250 до 15 тисяч років тому. Кліматичні зміни, що відбувалися в цей період, зокрема тривалі періоди посухи, призводили до скорочування площі лісів та формування ізольованих рефугіумів. Коли починався вологий період, площа лісів розширювалася, а ізольовані анклави знову формували великий лісовий масив, після чого, під час наступного посушливого періоду, площа лісів знову скорочувалась. Ці фази скорочення та розширення лісів призвели до ізоляції багатьох видів рослин і тварин, та до появи нових видів. Незважаючи на їхні невеликі розміри, важливими рефугіумами в цей період були мис Пальмас, мис Трі-Пойнтс та ліс Гола, розташований між Сьєрра-Леоне та Ліберією. Ліс Таї у Кот-д'Івуарі та ліс Сапо в Ліберії, які наразі є національними парками, також розташовані в межах таких історичних рефугіумів. Наразі у Національному парку Таї росте понад 1300 видів судиних рослин та мешкає понад 1000 видів хребетних тварин.

## Фауна
Екорегіон вирізняється значним фауністичним різноманіттям. Серед поширених в регіоні ссавців слід відзначити дуїкера Максвелла (Philantomba maxwellii), північного бушбока (Tragelaphus scriptus) та китицевуху свиню (Potamochoerus porcus). Також в лісах зустрічаються великі лісові кабани (Hylochoerus meinertzhageni ivoriensis), водні оленьки (Hyemoschus aquaticus) та лісові бонго (Tragelaphus eurycerus). В кронах дерев мешкають різноманітні мавпи, зокрема ендемічні мавпи Діани (Cercopithecus diana) та ендемічні підвиди червоного колобуса (Piliocolobus badius badius) і малої білоносої мартишки (Cercopithecus petaurista petaurista), а також попелясті мангабі (Cercocebus atys), оливкові колобуси (Procolobus verus), королівські колобуси (Colobus polykomos) та рідкісні західні шимпанзе (Pan troglodytes verus). Серед поширених в регіоні хижих тварин слід відзначити африканського леопарда (Panthera pardus pardus), африканську цивету (Civettictis civetta) та золотого каракала (Caracal aurata). Характерними представниками регіону є рідкісні африканські лісові слони (Loxodonta cyclotis) та карликові беремоти (Choeropsis liberiensis). Багатьом ссавцям, поширеним в регіоні, загрожує полювання та знищення природного середовища.
Ендеміками західногвінейських рівнинних лісів є дуїкери Джентінка (Cephalophus jentinki) та зеброві дуїкери (Cephalophus zebra), а також ліберійські мангусти (Liberiictis kuhni), генети Джонстона (Genetta johnstoni) та смугасті миші Міллера (Hybomys planifrons). Ще близько 15 видів ссавців вважаються майже ендемічними — переважна частина їх популяції мешкає в цьому регіоні, однак вони також зустрічаються в східногвінейських лісах або у гвінейських гірських лісах.
Багата орнітофауна регіону також включає низку ендемічних або майже ендемічних видів. Ендеміками регіону є жовтоволі малімби (Malimbus ballmanni) та білоокі принії (Schistolais leontica), а також значна кількість підвидів різних видів птахів. Зокрема, ендемічними є підвид мозамбіцького сичика-горобця Glaucidium capense etchecopari, зеленого ібіса Bostrychia olivacea olivacea, сенегальського окулярника Zosterops senegalensis demeryi, широкобрової тимелії Illadopsis cleaveri johnsoni, лісової альзаколи Cercotrichas leucosticta colstoni, лісового акалата Sheppardia cyornithopsis houghtoni, смугастого астрильда Estrilda astrild kempi та щеврика-велета Anthus leucophrys gouldii. Ще більша кількість птахів є майже ендемічними. Окрім західногвінейських рівнинних лісів, ці види також зустрічаються в інших лісах Верхньої Гвінеї, передусім у східногвінейських лісах. Серед таких видів слід відзначити ліберійську мухарку (Melaenornis annamarulae), кремоводзьобого калао (Bycanistes cylindricus), гвінейського гонолека (Laniarius turatii), райдужного мерла (Lamprotornis iris), біловолу цесарку (Agelastes meleagrides), рудочеревого личинкоїда (Lobotos lobatus), західного гологолова (Picathartes gymnocephalus), чорнодзьобу сову-рибоїда (Scotopelia ussheri) та оливкового бюльбюля-бороданя (Criniger olivaceus).
Герпетофауна регіону також відзначається різноманіттям та містить велику кількість ендемічних видів. Серед ендемічних амфібій слід відзначити довгопалу фрітаунську жабу (Arthroleptis aureoli), таїську річкову жабу (Phrynobatrachus taiensis) та кот-д'івуарську жабу (Sclerophrys danielae). Серед плазунів ендеміками є мабуя Бенсона (Trachylepis bensonii) та ліберійський сліпун (Letheobia leucosticta).

## Збереження
Антропогенний тиск, що полягає у перетворенні лісів на сільськогосподарські угіддя, у вирубуванні їх на деревину, у полюванні на диких тварин та у видобуванні мінеральних ресурсів, зменшує розміри та біологічний потенціал залишків лісів. Глобальний попит на цінну деревину продовжує стимулювати вирубку первинних лісів у регіоні. Справу лісорубів продовжують землероби, які вирубують ще більшу площу лісів, звільняючи землю під поля. Таким чином, заготівля деревини призводить до фрагментації лісів.
Полювання на диких тварин є основною загрозою для виживання ссавців у цьому екорегіоні. М'ясо диких тварин, також відоме як бушміт, є важливим джерелом білку для багатьох людей у цьому регіоні. Різні види тварин, передусім антилопи, свині та примати домінують у торгівлі м'ясом диких тварин у міських районах. Також широко продається легкодоступне м'ясо очеретника (Thryonomys swinderianus) та гамбійського хом'якового щура (Cricetomys gambianus).
Оцінка 2017 року показала, що 24 028 км², або 12 % екорегіону, є заповідними територіями. Природоохоронні території включають:
- Національний парк Таї — Кот-д'Івуар;
- Національний парк Лофа-Мано[en] — Ліберія;
- Національний парк Сапо[en] — Ліберія;
- Лісовий заповідник Д'єке[fr] — Гвінея;
- Національний парк дощового лісу Гола[en] — Сьєрра-Леоне;
- Національний парк Західного півострова[en] — Сьєрра-Леоне;
- Лісовий заповідник Кангарі-Хіллс[en] — Сьєрра-Леоне.